# Liste der Bodendenkmale in Fürstenau
In der Liste der Bodendenkmale in Fürstenau sind die Bodendenkmale der niedersächsischen Gemeinde Fürstenau aufgeführt. Die Quelle ist der Denkmalatlas Niedersachsen.
- Bitte beachten Sie, dass diese Liste keinen Anspruch auf Vollständigkeit erhebt.
- Die Angaben ersetzen nicht die rechtsverbindliche Auskunft der zuständigen Denkmalschutzbehörde.
- Es sind nur Daten aus dem Denkmalatlas verarbeitet.
- Der Stand der Liste ist der 17. Mai 2025.

Fürstenau im Landkreis Osnabrück

## Allgemein
In den Spalten finden sich folgende Informationen des Bodendenkmales:
| Lage         | geographische Koordinaten                                                           |
| Bezeichnung  | Bezeichnung lt. Denkmalatlas                                                        |
| Beschreibung | Beschreibung lt. Denkmalatlas                                                       |
| ID           | Objekt-ID                                                                           |
| Bild         | Bild, ggf. zusätzlich mit Link zu weiteren Fotos im Medienarchiv Wikimedia Commons. |

## Fürstenau
| Lage                        | Bezeichnung                       | Beschreibung | ID       | Bild           |
| --------------------------- | --------------------------------- | --- | -------- | -------------- |
| 52° 30′ 58″ N, 7° 40′ 19″ O | Fürstenau 1, Stiftsburg Fürstenau | Im Niedermoor westlich der heutigen Innenstadt wurde für den Bau der Burg nach dem Abtrag der Torfschicht eine 4 m hohe, annähernd quadratische Sandaufschüttung von 40 m Seitenlänge vorgenommen. Eine 1 – 1,5 m starke Bruchsteinmauer stützte die Insel zum 13 m breiten und bis zu 2 m tiefen Wassergraben hin ab. Die Anlage bestand aus der Hauptburg, der Vorburg sowie der Bürgersiedlung, die planmäßig mit einer auf die Hauptburg orientierten Mittelachse geschaffen wurde. Die ehemalige Abgrenzung der Bürger- oder auch Laiensiedlung lässt sich im Stadtplan noch heute gut an den Straßenverläufen bzw. Grundstücksgrenzen nachvollziehen. | 28945694 | Weitere Bilder |
| 52° 32′ 6″ N, 7° 42′ 13″ O  | Fürstenau 3, Grabhügel            | Durchmesser ca. 22 m und Höhe ca. 2,4 m. Rund. Rand sehr gut abgesetzt. Ausgeprägte Kuppenmulde. Starke Eingrabungen an der O-Flanke, Tierbaue. | 28946207 | BW             |
| 52° 32′ 5″ N, 7° 41′ 59″ O  | Fürstenau 15, Grabhügel           | Durchmesser ca. 14 m und Höhe ca. 1,3 m. Rund. Flache Kuppenmulde. | 28946206 | BW             |
| 52° 32′ 5″ N, 7° 41′ 56″ O  | Fürstenau 16, Grabhügel           | Durchmesser ca. 16 m und Höhe ca. 1,5 m. Schlüssellochförmig mit Annex von 5 × 5 m im NO. Rand gut abgesetzt. | 28946205 | BW             |

### Fürstenau 24
- ID: 28988357
- Gruppe von 10 Grabhügeln mit Dm. von 5 – 9 m und H. von 0,2 m – 0,7 m

| Lage                       | Bezeichnung  | Beschreibung | ID       | Bild |
| -------------------------- | ------------ | --- | -------- | ---- |
| 52° 32′ 4″ N, 7° 42′ 15″ O | Fürstenau 24 | Durchmesser ca. 8 m und Höhe ca. 0,6 m. Rund. Rand abgesetzt. Ausgeprägte Kuppenmulde.                           | 28946204 | BW   |
| 52° 32′ 3″ N, 7° 42′ 15″ O | Fürstenau 25 | Durchmesser ca. 7 m und Höhe ca. 0,3 m. Rund. Rand nicht abgesetzt. Über den Hügel verläuft ein Trampelpfad.     | 28946203 | BW   |
| 52° 32′ 2″ N, 7° 42′ 16″ O | Fürstenau 26 | Durchmesser ca. 7 m und Höhe ca. 0,2 m. Fast rund.                                                               | 28946202 | BW   |
| 52° 32′ 2″ N, 7° 42′ 17″ O | Fürstenau 27 | Durchmesser ca. 9 m und Höhe ca. 0,6 m. Rund. Rand nach N gut, sonst schwach abgesetzt. Ausgeprägte Kuppenmulde. | 28946201 | BW   |
| 52° 32′ 3″ N, 7° 42′ 17″ O | Fürstenau 28 | Durchmesser ca. 6 m und Höhe ca. 0,4 m. Rund.                                                                    | 28946200 | BW   |
| 52° 32′ 2″ N, 7° 42′ 18″ O | Fürstenau 29 | Durchmesser ca. 9 m und Höhe ca. 0,7 m. Rund. Rand im S schwach, sonst gut abgesetzt.                            | 28946199 | BW   |
| 52° 32′ 3″ N, 7° 42′ 17″ O | Fürstenau 30 | Durchmesser ca. 5 m und Höhe ca. 0,2 m. Fast rund. Am westl. Rand flache Einkuhlung.                             | 28946198 | BW   |
| 52° 32′ 4″ N, 7° 42′ 17″ O | Fürstenau 31 | Durchmesser ca. 6 m und Höhe ca. 0,2 m. Rund. Durch Tierbaue gestört.                                            | 28946197 | BW   |
| 52° 32′ 3″ N, 7° 42′ 16″ O | Fürstenau 32 | Größe ca. 47 × 6 m und Höhe ca. 0,8 – 2 m. Langhügel in OSO-WNW-Richtung.                                        | 28946196 | BW   |
| 52° 32′ 3″ N, 7° 42′ 18″ O | Fürstenau 33 | Durchmesser ca. 6 m und Höhe ca. 0,2 m. Rund. Flach gewölbt.                                                     | 28986630 | BW   |

## Kellinghausen
| Lage                        | Bezeichnung                | Beschreibung | ID       | Bild |
| --------------------------- | -------------------------- | --- | -------- | ---- |
| 52° 32′ 14″ N, 7° 45′ 18″ O | Kellinghausen 3, Grabhügel | Durchmesser ca. 16 m und Höhe ca. 1,2 m. Rund. Rand schwach abgesetzt. | 28946310 | BW   |
| 52° 32′ 10″ N, 7° 45′ 24″ O | Kellinghausen 4, Grabhügel | Durchmesser ca. 18 m und Höhe ca. 1,3 m. Rund. Rand nicht abgesetzt. Von Pflanzungsfurchen durchzogen, Tierbaue.                                                                                | 28946309 | BW   |
| 52° 32′ 13″ N, 7° 43′ 53″ O | Kellinghausen 5, Grabhügel | | 28946308 | BW   |
| 52° 32′ 4″ N, 7° 43′ 46″ O  | Kellinghausen 6, Grabhügel | Durchmesser ca. 19 m und Höhe ca. 1,2 m. Rund. Im SW-Bereich Rand durch eine alte Fahrspur angeschnitten und dadurch stark abgesetzt. Flache Kuppenmulde mit Einstich. Dm. 2 m × 1 m, T. 0,3 m. | 28946307 | BW   |
| 52° 31′ 49″ N, 7° 43′ 52″ O | Kellinghausen 7, Grabhügel | Durchmesser ca. 18 m und Höhe ca. 1,2 m. Rund. Südl. Rand steil nach S abfallend, flache Oberflächenmulde, Tiergänge.                                                                           | 28946306 | BW   |
| 52° 32′ 3″ N, 7° 45′ 2″ O   | Kellinghausen 8, Grabhügel | Durchmesser ca. 10 m und Höhe ca. 0,7 m. Fast rund. Rand abgesetzt, im N-Bereich leicht eingekuhlt.                                                                                             | 28946305 | BW   |

## Lütkeberge
| Lage                        | Bezeichnung             | Beschreibung | ID       | Bild |
| --------------------------- | ----------------------- | --- | -------- | ---- |
| 52° 31′ 52″ N, 7° 43′ 31″ O | Lütkeberge 1, Grabhügel | Durchmesser ca. 19 m und Höhe ca. 0,6 m. Rund. Rand nicht abgesetzt. Flach gewölbt.                             | 28946314 | BW   |
| 52° 32′ 5″ N, 7° 42′ 50″ O  | Lütkeberge 4, Grabhügel | Durchmesser ca. 14 m und Höhe ca. 0,8 m. Rand abgesetzt. Ausgeprägte Kuppenmulde. Tierbaue.                     | 28946313 | BW   |
| 52° 32′ 10″ N, 7° 42′ 51″ O | Lütkeberge 5, Grabhügel | Durchmesser ca. 14 m und Höhe ca. 0,7 m. Rund. Rand schwach abgesetzt. Kuppenmulde, mit Pflugspuren durchzogen. | 28946312 | BW   |
| 52° 32′ 22″ N, 7° 42′ 39″ O | Lütkeberge 6, Grabhügel | Durchmesser ca. 17 m und Höhe ca. 2 m. Rund, Rand abgesetzt, flache Mulde im Zentrum.                           | 28946311 | BW   |

## Schwagstorf
| Lage                        | Bezeichnung              | Beschreibung | ID       | Bild |
| --------------------------- | ------------------------ | --- | -------- | ---- |
| 52° 31′ 0″ N, 7° 45′ 57″ O  | Schwagstorf 1, Grabhügel | Durchmesser ca. 15 m und Höhe ca. 1 m. Fast rund. Rand schwach abgesetzt. Kleine flache Einkuhlung, Tierbaue.             | 28946321 | BW   |
| 52° 31′ 0″ N, 7° 45′ 58″ O  | Schwagstorf 2, Grabhügel | Durchmesser ca. 9 m und Höhe ca. 0,7 m. Rund. Rand gut abgesetzt. Flache Kuppenmulde, südl. Rand von Acker angeschnitten. | 28946320 | BW   |
| 52° 31′ 0″ N, 7° 45′ 58″ O  | Schwagstorf 3, Grabhügel | Durchmesser ca. 9 m und Höhe ca. 0,6 m. Rund. Rand flach auslaufend. Mehrere flache Einkuhlungen, Tierbaue.               | 28946319 | BW   |
| 52° 31′ 5″ N, 7° 45′ 50″ O  | Schwagstorf 4, Grabhügel | Durchmesser ca. 10 m und Höhe ca. 0,6 m. Rund. Rand nicht abgesetzt. Flache Kuppenmulde.                                  | 28946318 | BW   |
| 52° 31′ 5″ N, 7° 45′ 52″ O  | Schwagstorf 5, Grabhügel | Durchmesser ca. 16 m und Höhe ca. 1,6 m. Rund. Rand gut abgesetzt. Kuppenmulde, Tierbaue.                                 | 28946317 | BW   |
| 52° 31′ 6″ N, 7° 45′ 53″ O  | Schwagstorf 6, Grabhügel | Durchmesser ca. 22 m und Höhe ca. 1,5 m. Rund. Rand nach N schwach abgesetzt, nach S gut. 2 Kuppenmulden.                 | 28946316 | BW   |
| 52° 31′ 24″ N, 7° 45′ 19″ O | Schwagstorf 8, Grabhügel | Durchmesser ca. 12 m und Höhe ca. 1,3 m. Rund. Rand abgesetzt, Tierbaue, Eingrabung (2 × 4 m).                            | 28946315 | BW   |

## Settrup
| Lage                        | Bezeichnung                      | Beschreibung | ID       | Bild |
| --------------------------- | -------------------------------- | --- | -------- | ---- |
| 52° 29′ 48″ N, 7° 37′ 32″ O | Settrup 3, Burg an der Segelfort | Burganlage. Die im 19. Jh. noch sichtbaren, heute fast völlig eingeebneten Reste der Settruper Burg wurden während der 1. Hälfte des 19. Jhs. vermessen und auf einem Plan festgehalten. Es handelte sich danach um eine quadratische, von Wall und Graben umgebene Anlage mit einem ebenfalls quadratischen steinernen Turm in der S-Ecke des Innenraums. Die Ausgrabungen 1985-1987 (Kreisarchäologie Osnabrück) haben eine grundsätzliche Bestätigung dieses Bauschemas erbracht, aber auch viele bislang unbekannte Einzelheiten zur Konstruktion dieser in einem Moor errichteten Befestigung erkennen lassen: Quadratischer Innenraum der Burg von 41 m Seitenlänge; 6,5 – 7 m breiter Sandwall, innen von einer Weichholz-Palisade versteift; Graben ca. 5 m breit. Turm in der südl. Ecke 11,5 × 11,5 m. | 28945695 | BW   |